# Morano sul Po
Morano sul Po é uma comuna italiana da região do Piemonte, província de Alexandria, com cerca de 1.569 habitantes. Estende-se por uma área de 17 km², tendo uma densidade populacional de 92 hab/km². Faz fronteira com Balzola, Camino, Casale Monferrato, Coniolo, Costanzana (VC), Pontestura, Trino (VC).

## Demografia
| Variação demográfica do município entre 1861 e 2011                               |
|                                                                                   |
| Fonte: Istituto Nazionale di Statistica (ISTAT) - Elaboração gráfica da Wikipedia |